# 탈레스의 일식

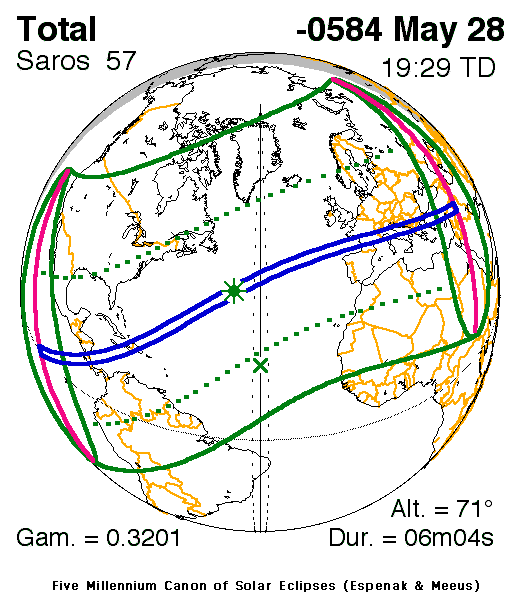
기원전 585년 5월 28일에 발생한 일식

탈레스의 일식(Eclipse of Thales)은 극대기 일식으로, 고대 그리스의 역사가 헤로도토스가 150년 후에 쓴 글에 따르면 그리스 철학자 탈레스가 정확하게 예언했다. 헤로도토스의 기록이 정확하다면 이 일식은 일식이 일어나기 전 미리 알려진 최초의 일식이다. 이 역사적 사건을 설명하는 데 필요한 예상 위치, 시대 및 가시성 조건과 일치하는 유일한 태양 일식은 기원전 585년 5월 28일의 일식이다.
탈레스가 어떻게 태양 일식을 예언할 수 있었는지는 정확히 알 수 없으며, 현대 학자들은 이 이야기의 진실성에 대해 회의적이다. 일부는 다른 날짜를 주장하고, 헤로도토스의 기록에 대한 다른 해석을 제시하였다.
헤로도토스에 따르면, 낮이 갑자기 밤으로 변하는 것은 징조로 해석되어 메디아와 리디아 사이의 오랜 전쟁에서 전투(때로는 "일식 전투"라고 불린다)가 중단되었다. 이 전투는 오늘날 아나톨리아에서 일어났다. 미국 작가 아이작 아시모프는 이 전투를 날짜가 정확하게 알려진 최초의 역사적 사건으로 묘사하며, 이 예언을 "과학의 탄생"이라고 불렀다.

## 고대 기록
헤로도토스는 전쟁 6년째에 리디아인과 메디아인이 승패를 가리지 못하는 전투를 벌이고 있을 때 갑자기 낮이 밤으로 변했고, 이로 인해 양측이 전투를 중단하고 평화 협정을 맺었다고 쓴다. 헤로도토스는 또한 낮의 상실이 탈레스에 의해 예언되었다고 언급한다. 그러나 그는 전투의 위치를 언급하지는 않는다.
그 후 키악사레스가 자신의 탄원자들을 요구하러 보냈을 때 알리아테스가 그들을 넘겨주기를 거부하자 리디아인과 메메디아인 사이에 전쟁이 발발하여 다양한 성공을 거두며 5년간 계속되었다. 그 과정에서 메디아인은 리디아인에게 많은 승리를 거두었고, 리디아인도 메디아인에게 많은 승리를 거두었다. 그들의 다른 전투 중에는 밤에 벌어진 전투도 있었다. 그러나 어느 쪽으로도 균형이 기울지 않았기 때문에 6년째에 또 다른 전투가 벌어졌는데, 전투가 막 뜨거워지려 할 때 낮이 갑자기 밤으로 변했다. 이 사건은 밀레투스의 탈레스가 이오니아인에게 미리 알려주었으며, 실제로 일어난 해를 정확히 예언했다. 메디아인과 리디아인은 변화를 관찰하고 전투를 중단했으며, 똑같이 평화 협정을 맺기를 원했다.
평화 협정의 조건으로 알리아테스의 딸 아리에니스는 키악사레스의 아들 아스티아게스와 결혼했으며, 할리스강은 두 전쟁 국가의 국경으로 선포되었다.
헤로도토스 이후의 다른 고대 자료에서도 일식을 언급한다. 탈레스와 같은 세기에 살았던 크세노파네스가 이 예언에 감명을 받았다고 디오게네스 라에르티오스(서기 3세기)는 말하며, 그는 또한 데모크리토스와 헤라클레이토스 같은 소크라테스 이전 철학자들의 추가 증언도 제공한다. 키케로(기원전 1세기)는 탈레스가 메디아 제국의 마지막 왕인 아스티아게스 재위 중 태양 일식을 성공적으로 예언한 최초의 인물이라고 언급한다. 대 플리니우스(서기 1세기) 또한 탈레스가 알리아테스 재위 중 태양 일식을 예언했다고 언급한다.

## 현대적 해석
헤로도토스의 기록이 태양 일식으로 해석된다면, 현대 천문학적 계산에 따르면 기원전 585년 5월 28일에 대서양 상공에서 정점을 찍고 저녁 시간에 아나톨리아 남서부에 본 그림자 경로가 도달한 일식과 일치한다고 볼 수 있다. 전투 위치에 대해 일부 학자들은 두 왕국의 접경 지역에 위치한 할리스강을 가정하며, 이는 일식 계산 경로의 오차 범위 내에 있다.
그러나 이러한 해석은 일부 과학사학자들에 의해 논란이 되고 있다. 탈레스가 예언했다고 알려진 시기에는 일식이 달이 지구와 태양 사이를 지나면서 발생한다는 사실이 아직 알려지지 않았는데, 이 사실은 한 세기 이상이 지나서야 아낙사고라스 또는 엠페도클레스에 의해 발견되었다. 만약 기록이 사실이라면, 탈레스가 일식의 주기성을 인식하여 일식 시간을 계산했을 것이라는 추측이 있다. 탈레스가 사로스 주기를 사용했거나 바빌로니아 천문학에 대한 지식이 있었을 것이라는 가설도 있다. 그러나 당시 바빌로니아인들은 태양 일식의 현지 조건을 예측할 수 있는 수준과는 거리가 멀었기 때문에 이 가설은 매우 가능성이 낮다. 당시에는 특정 위치에서의 일식을 신뢰할 수 있게 예측하는 알려진 주기가 없었으며, 따라서 정확한 예측은 운에 달려 있었을 것이다.
다른 사람들은 이야기의 다른 세부 사항에 대해 회의적이다. 일식은 전투의 어떤 가능성 있는 위치에서도 해지기 직전에 일어났을 것이며, 그 시간대에 전투가 일어나는 것은 매우 드물었다. 더욱이 헤로도토스가 다른 곳에서 보고한 메디아 왕들과 그들의 통치 기간 목록에 따르면, 키악사레스는 일식이 일어나기 10년 전에 사망했다.
대안적인 이론은 태양 일식 이야기가 헤로도토스의 텍스트를 잘못 해석한 것이며, 전투는 대신 해가 지기 직전, 어스름에 일어난 월식으로 중단되었을 수 있다는 것이다. 만약 전사들이 지난 며칠처럼 보름달을 기대하며 전투 활동을 계획했다면, 가려진 달이 떠오르면서 갑자기 어스름이 짙어지는 것은 충격이었을 것이다. 이 이론이 맞다면 전투 날짜는 기원전 585년(대 플리니우스가 태양 일식 날짜를 기반으로 제시한 날짜)이 아니라, 기원전 609년 9월 3일 또는 기원전 587년 7월 4일일 수 있는데, 이 날짜들에는 그러한 어스름 시간의 월식이 실제로 발생했다.

## 같이 보기
- 아시리아 일식
- 무르실리 일식

## 더 읽어보기
- Airy, G. B. (1853). 《On the Eclipses of Agathocles, Thales, and Xerxes》. 《Philosophical Transactions of the Royal Society of London》 143. 179–200쪽. JSTOR 108561.
- 헤로도토스, 역사, 로빈 워터필드 번역, (1998). 뉴욕: 옥스포드 대학 출판부. ISBN 0-19-282425-2